# Куново (Кратово)
Куново (мкд. Куново) је насеље у Северној Македонији, у северном делу државе. Куново је у оквиру општине Кратово.

## Географија
Куново је смештено у северном делу Северне Македоније. Од најближег града, Куманова, село је удаљено 70 km источно.
Село Куново се налази у историјској области Осогово. Насеље је положено високо, на западним висовима Осоговских планина, на приближно 1.200 метара надморске висине.
Месна клима је планинска због знатне надморске висине.

## Становништво
Куново је према последњем попису из 2002. године имало 3 становника. Од тога огромну већину чине етнички Македонци.
Претежна вероисповест месног становништва је православље.